# Conrad Goclenius
Conrad Goclenius (Mengeringhausen nabij Arolsen, ca. 1490 – Leuven, 25 januari 1539), in het Duits bekend als Conrad Wackers of Conrad Gockelen, was een humanist, leerkracht en vicevoorzitter van het Collegium Trilingue en een vertrouwenspersoon van Erasmus.

## Levensloop
Als jongeman volgde Goclenius onderwijs bij Alexander Hegius aan de Latijnse School in Deventer, waarna hij in 1510 startte aan de universiteit van Keulen. Uiteindelijk begon hij op 28 februari 1512 als student aan de Artesfaculteit van de universiteit van Leuven. Nadat hij op 10 november 1515 afgestudeerd was, verdiende hij geld door privélessen te geven. Op 3 oktober 1518 werd hij genomineerd voor het klerikaal ambt van kanunnik. In oktober 1519 volgde hij Hadrianus Barlandus op als professor Latijn aan het Collegium Trilingue in Leuven en in 1534 werd hij vicevoorzitter van datzelfde college.

## Collegium Trilingue
Ondanks het feit dat hij eerst andere leerkrachten had gevraagd voor de positie, steunde Erasmus Conrad Goclenius toen deze onder kritiek kwam van onder anderen Barlandus. Goclenius had het op financieel vlak beter dan andere professoren, omdat hij nog verdere inkomsten had van zijn privélessen. Daarnaast probeerde hij een prebende te bemachtigen en werd hij benoemd tot kanunnik in de Onze-Lieve-Vrouwekathedraal in Antwerpen in april 1525. Een andere kandidaat daagde hem echter voor de rechtbank, wat uitmondde in een acht jaar durende juridische strijd. Ondertussen behaalde hij in 1534 wel een prebende in Hoegaarden, eveneens als kanunnik. Toen in 1536 de toenmalige voorzitter van het Collegium Trilingue, Joost van de Hoeven, overleed, volgde Goclenius hem op als vicevoorzitter in naam, maar voorzitter in de praktijk. Het beheer van het materiaal en de economische verplichtingen liet hij aan Mattheus Coggen. Ondertussen werkte Goclenius aan een volledige editie van Quintilianus, dat hij echter nooit voltooide. Goclenius heeft over het algemeen zeer weinig gepubliceerd in zijn leven. Zijn eerste werk was een metrische versie van de cataloog van Erasmus’ werken, Lucubrationum Erasmicarum elenchus, die gepubliceerd werd in Helius Eobanus Hessus’ Hodoeporicon (reisverslag). Zijn belangrijkste werk was een Latijnse vertaling van Lucianus’ Hermotimus, die hij opgedragen had aan Thomas More. Daarnaast gaf hij een kritische tekstuitgave uit van Lucanus’ Pharsalia en als laatste heeft hij samen met Erasmus een kritische tekstuitgave van enkele filosofische dialogen van Cicero uitgegeven.

## Lesmethode
Als leerkracht stond Goclenius in hoog aanzien; hij weigerde onder meer aanbiedingen van Oxford en het Deense hof. De lesmethode van Goclenius was gebaseerd op de visie van de Italiaanse humanisten. Hierbij werd een sterke nadruk gelegd op een terugkeer naar de bronnen; niet enkel voor klassieke teksten, maar ook voor geloofsteksten. De leerkrachten probeerden dan ook niet alleen Latijn aan hun studenten te leren, maar ook de moraliteit van de leerlingen werd aangespoord. Studenten moesten niet langer commentaren lezen, leren en volgen, maar het doel was dat elke student voor zichzelf klassieke teksten kon lezen, analyseren en becommentariëren. Concreet over de lesmethode van Goclenius zelf zijn niet veel bronnen. Uit een korte passage van een brief van Viglius ab Aytta Zuichemus aan Ludovicus Carinus kan worden afgeleid dat Goclenius tijdens zijn lessen handig gebruikmaakte van ekphrasis, een soort uitgebreide parafrase, om tekstfragmenten te duiden. Op deze manier kregen studenten verschillende invalshoeken aangeboden wat het mogelijk maakte om teksten makkelijker en genuanceerder te begrijpen zodat ze later zelf meer mogelijkheden zouden hebben bij het schrijven van hun eigen teksten.

## Goclenius en Erasmus
Goclenius zou bij zijn aankomst op het Collegium Trilingue meteen hoge ogen gooien bij Erasmus, die zijn kwaliteiten als leerkracht zeer waardeerde. Zo stelde Erasmus hem voor als persoonlijke leraar voor de zoon van Floris van Egmond, de graaf van Buren en Leerdam. Daarnaast introduceerde Erasmus Goclenius aan Thomas More, aan wie hij de raad gaf Goclenius op te zoeken wanneer hij nog eens in de Nederlanden zou zijn. In verschillende brieven eert Erasmus Goclenius voor zijn talent om zowel proza als poëzie te schrijven, maar eveneens voor zijn manier van lesgeven. In 1521 verhuisde Erasmus naar Bazel en benoemde hij Goclenius, samen met de bankier Erasmus Schets, als vertegenwoordigers van hem in de Nederlanden, zij beheerden een deel van het geld van Erasmus dat hij wilde spenderen in de Nederlanden of deden specifieke aankopen op verzoek van Erasmus. Daarnaast vertelde Erasmus Goclenius zijn autobiografie in 1524, die na zijn dood gepubliceerd is in een verzameling van verschillende biografische teksten van Erasmus. Ten slotte biedt de briefcorrespondentie tussen Erasmus en Goclenius een waardevol inzicht in de gedachtegang van de bekendste humanist. Zo komen we via deze briefwisseling het verlangen te weten dat Erasmus expliciete plannen had om terug te keren naar Leuven. Goclenius zou na zijn dood begraven worden in de Sint-Pieterskerk te Leuven, waar hij in zijn grafinscriptie als “alter Erasmus” benoemd werd. Deze grafinscriptie is bij de bombardementen van Leuven in de Eerste en Tweede Wereldoorlog verloren gegaan.

## Publicaties
van Goclenius
- 1519: Metrische versie van cataloog van Erasmus’ werken Lucubrationum Erasmicarum elenchus
- 1522: Latijnse vertaling van Lucianus’ Hermotimus (opgedragen aan Thomas More)
- 1525: verbetering van Lucanus’ Pharsalia
- 1528: verbetering van Cicero’s Officia, De Amicitia, De Senectute

over Goclenius
- DE VOCHT H., History of the foundation and the rise of the Collegium Trilingue Lovaniense 1517-1550, Humanistica Lovaniensia 10-13, pass., Louvain: Librairie universitaire, (1951-1955).
- FEYS X. EN SACRE D., ʺRegina linguarum. Het doceren van Latijn aan het Collegium Trilingue, 16de – 18de eeuw.ʺ, PAPY J., ed. 2017b. Het Leuvense Collegium Trilingue 1517-1797: Erasmus, humanistische onderwijspraktijk en het nieuwe taleninstituut Latijn - Grieks - Hebreeuws. Leuven, Paris & Bristol, CT: Peeters, p. 103-129.
- PAPY J., “Een testament, een visie en doorzetting… Het ontstaan, de bloei en de faam van het Drietalencollege”, PAPY J., ed. 2017b. Het Leuvense Collegium Trilingue 1517-1797: Erasmus, humanistische onderwijspraktijk en het nieuwe taleninstituut Latijn - Grieks - Hebreeuws. Leuven, Paris & Bristol, CT: Peeters, p. 5-32.
- PAPY J., ed. 2017a. Erasmus’ droom: Het Leuvense Collegium Trilingue 1517-2017. Catalogus bij de tentoonstelling in de Leuvense Universiteitsbibliotheek, 18 oktober 2017 - 18 januari 2018, Leuven, Paris & Bristol, CT: Peeters.
- PAPY J., ed. 2017b. Het Leuvense Collegium Trilingue 1517-1797: Erasmus, humanistische onderwijspraktijk en het nieuwe taleninstituut Latijn - Grieks – Hebreeuws, Leuven, Paris & Bristol, CT: Peeters.
- TOURNOY-THOEN G ., “Conradus Goclenius”, in BIETENHOLZ P.G. en DEUTSCHER T.B., Contemporaries of Erasmus: A Biographical Register of the Renaissance and Reformation, University of Toronto Press, 1986, p. 109-111.

- Bibliothèque nationale de France: cb13484768f (data)
- Digitale Bibliotheek voor de Nederlandse Letteren: gocl001
- Gemeinsame Normdatei: 101041322
- International Standard Name Identifier: 0000 0000 8035 364X
- Nationale Bibliotheek van Tsjechië: mzk2009511632
- Système universitaire de documentation: 160950929
- Virtual International Authority File: 121752465
- WorldCat: E39PBJqfGXGYYCxKQ6X6gqdWjC